# Entre Ríos (provincie)
Entre Ríos is een van de 23 provincies van Argentinië, gelegen in het noordoosten van het land.
De provincie dankt haar naam (tussen rivieren) aan het feit dat ze tussen twee grote rivieren ligt: de Paranárivier in het westen en de Uruguayrivier in het oosten. Daar grenst ze ook aan het land Uruguay.

## Departementen
De provincie is onderverdeeld in zeventien departementen (departamentos).

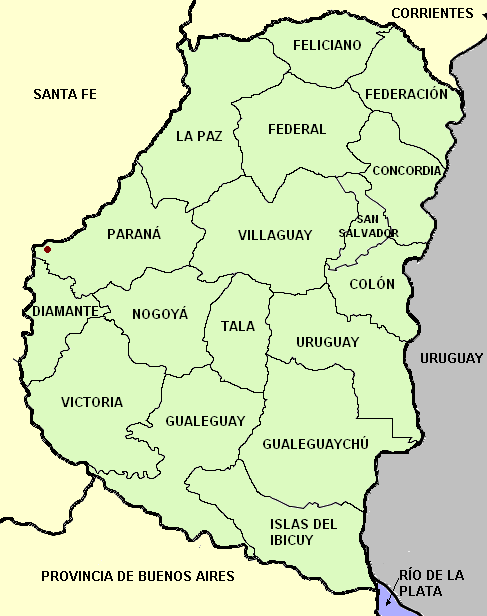
Bestuurlijke indeling van de provincie Entre Ríos en haar hoofdstad

| Nr. | Departement | Departement           | Hoofdplaats            | Inwoners | Oppervlakte |
| --- | ----------- | --------------------- | ---------------------- | -------- | ----------- |
| 1   |             | Colón                 | Colón                  | 62.160   | 2.893 km²   |
| 2   |             | Concordia             | Concordia              | 170.033  | 3.357 km²   |
| 3   |             | Diamante              | Diamante               | 46.361   | 2.774 km²   |
| 4   |             | Federación            | Federación             | 68.736   | 3.760 km²   |
| 5   |             | Federal               | Federal                | 25.863   | 5.060 km²   |
| 6   |             | Gualeguay             | Gualeguay              | 51.883   | 7.178 km²   |
| 7   |             | Gualeguaychú          | Gualeguaychú           | 119.897  | 7.086 km²   |
| 8   |             | Islas del Ibicuy      | Villa Paranacito       | 12.077   | 4.500 km²   |
| 9   |             | La Paz                | La Paz                 | 66.903   | 6.500 km²   |
| 10  |             | Nogoyá                | Nogoyá                 | 39.026   | 4.282 km²   |
| 11  |             | Paraná                | Paraná                 | 340.861  | 4.974 km²   |
| 12  |             | San José de Feliciano | San José de Feliciano  | 15.079   | 3.143 km²   |
| 13  |             | San Salvador          | San Salvador           | 17.357   | 1.275 km²   |
| 14  |             | Tala                  | Rosario del Tala       | 26.665   | 2.663 km²   |
| 15  |             | Uruguay               | Concepción del Uruguay | 100.728  | 5.855 km²   |
| 16  |             | Victoria              | Victoria               | 35.767   | 6.822 km²   |
| 17  |             | Villaguay             | Villaguay              | 48.965   | 6.654 km²   |